# 요크 지역 교통
요크 지역 교통(영어: York Region Transit, YRT)은 캐나다 온타리오주 토론토의 교외 지역인 요크 지방자치구에서 시내버스를 운영하는 준공영 대중교통 기관이다. 2001년 2월 1일에 요크 지방자치구에 있던 네 개의 교통기관이 통합되어 하나의 대중교통 기관으로 운행하고 있다. 요크 지역 교통은 토론토 지역에서 토론토 교통국, GO 트랜싯, 마이웨이 다음으로 승객이 많은 대중교통 기관으로, 116개 일반 버스 노선과 6개의 비바 간선급행버스체계(BRT) 노선, 5개의 TTC 외주 버스 노선은 물론 인구 밀도가 적은 지역과 거동이 불편한 노약자, 신체 장애인등 교통약자를 위한 다양한 수요 응답형 모빌리티 플러스 버스를 운행하고 있다.
요크 지역이 토론토의 교외 지역인 만큼 YRT의 일반 및 비바 버스를 통해 토론토 교통국과 GO 트랜싯, 브램턴 교통의 버스 및 지하철, 통근열차 노선으로 갈아탈 수 있으며, 2024년 2월부터 토론토 교통국을 포함한 토론토 지역의 거의 모든 대중교통 기관과 환승 할인을 받을 수 있다. 또한 구역별로 요금이 상이했던 구간별 요금제에서 단일 요금제로 통일하였고, 요금 지불 수단도 교통카드 뿐만 아니라 신용카드, 직불카드, 스마트폰 앱, 전자지갑 등으로 다양해졌다.

## 역사

### 초기 역사
요크 지역의 역사는 1788년으로 거슬러 올라가며, 그 당시 미국에서 도망쳐 온 영국 왕당파들이 어퍼캐나다 식민지를 세우기 위해 미시소가 인디언들로부터 구입한 땅에 정착하기 시작하였다. 당시 영국 정부는 퀘벡주 서부 지역을 거점으로 삼았는데, 나소 지구(Nassau District)로 알려진 이 지역은 온타리오호 서부와 나이아가라 반도까지 걸쳐 있었으며, 오늘날 황금 말발굽으로 불리는 지역의 대부분을 포함하고 있었다. 당시 부총독이었던 존 그레이브스 심코(John Graves Simcoe)는 요크(오늘날 토론토)에서 심코호까지 이어지는 군사용 도로를 지을 것을 의뢰하였다. 이 도로는 곧 심코의 친구인 조지 영경(Sir George Yonge)의 이름을 따서 영 스트리트(Yonge Street)로 명명되었다. 이 도로는 오늘날 토론토시와 온타리오주 북부의 땅과 자원을 연결하며, 도로를 따라 영국 정착지의 강력한 기반이 되었다. 토론토 구도심 북쪽의 요크 카운티는 1792년에 공식 설립되었으며, 이 외에도 1794년 손힐과 리치먼드힐, 이듬해 오로라에 정착이 시작되었다.
요크 카운티의 첫 대중교통은 토론토와 배리 사이를 운행하는 역마차로, 19세기 중반에는 토론토에서 우드브리지, 볼턴, 억스브리지 등지까지 철도가 놓였다. 19세기 말에는 메트로폴리탄과 같은 도시간 철도가 영 스트리트를 따라 운행하였고, 이후 20세기 초반에는 철도가 전철화되었다. 1914년에는 토론토 교외 철도(Toronto Suburban Railway) 선로를 따라 웨스턴에서 우드브리지로 이어지는 전기 철도가 개통하였다.
토론토시가 점점 팽창하면서 도시는 점점 북쪽으로 확장하였고, 스틸즈 애비뉴를 따라 남쪽으로 요크 타운십과 북쪽으로 마컴, 본의 차이가 더욱 두드러졌다. 1920년대 초반 요크 타운십의 인구가 늘어나면서 타운십은 요크, 노스요크, 이스트요크 등 세 타운십으로 나뉘어졌다.

### TTC 영향
1920년대에 들어서서 토론토 교통국(TTC)은 메트로폴리탄 철도를 매입하여 영 스트리트를 따라 심코호까지 레이크심코선(Lake Simcoe Line) 열차를 운행하고 있었다. 이 노선은 숌버그에서 오로라까지 이어지는 증기 기관차 열차가 포함되어 있었는데, 승객 수는 저조하였다. 토론토교외철도는 우드브리지선을 1926년까지 운행하고, 이후에 저조한 승객 수 때문에 운행을 중단하였다. 이후 이 지역의 대중교통은 우드브리지 버스 라인(Woodbridge Bus Lines)이 맡게 되었고, 웨스턴에서 우드브리지까지 이어지는 이 버스는 이후에 TTC의 93번 우드브리지 버스가 되어 나중에 본 교통(Vaughan Transit)의 주축이 되는 버스 노선으로 성장하였다.
우드브리지선이 1948년 10월에 버스로 대체되면서, 토론토 교통국은 영 스트리트와 글렌에코 로드에 있는 글렌에코 루프에서 리치먼드힐까지 노스영(North Yonge) 버스를 운행하였다. 당시 요크 지역 인구 대부분은 영 스트리트를 따라 정착하였고, 이후 손힐, 리치먼드힐, 오로라, 뉴마켓과 같은 교외 지역이 영 스트리트에서 뻗어나간 사례이다. 2차 세계 대전이 끝나면서 이들의 인구 뿐만 아니라 요크 카운티의 다른 마을인 유니언빌, 우드브리지, 킹시티까지 인구가 증가하였다.
요크 카운티의 타운십들은 토론토 교통국을 상대로 토론토와 요크 카운티를 잇는 대중교통을 운행하는 계약을 체결하였다. 계약에 따르면, 토론토 교통국은 지역에 대중교통을 운행하고 요금을 걷고, 노스요크, 본, 마컴, 리치먼드힐과 같은 타운십은 남은 수익이 있으면 타운십에서 챙겨가고 손실이 있을 경우 타운십에서 보전해주는 방식으로 운행하였다. 이 외에도 로즈랜드 버스 라인(Roseland Bus Lines)와 같은 사립 버스 회사도 우드브리지 버스와 비슷하게 운행하였다. 이 외에도 토론토 교통국은 그레이 코치라는 산하 기관을 통해 시외버스를 운행하였는데, 그레이 코치는 11번과 27번 고속도로를 따라 토론토와 토론토 북쪽의 시외 지역을 운행하였다.
1954년 1월 1일, 온타리오주가 스틸즈 애비뉴 남쪽에 있는 모든 지자체를 토론토 통합시(Metropolitan Toronto)로 통합하면서, 토론토 교통국은 이후 새로운 통합시의 모든 대중교통을 맡게 되었다. 스틸즈 애비뉴 북쪽의 대중교통은 타운십과 교통국과의 계약으로 계속 운행하게 되었다. 우드브리지 버스는 TTC가 맡게 되었고, 그 외에도 새로운 버스 노선이 운행을 시작했는데, 41번 킬 버스는 1965년 2월 6일에 캐나다 내셔널 철도의 신축 차량기지로 운행을 개시하였고, 24번 빅토리아파크 버스는 1973년 10월 15일에 마컴에 있는 에스나파크 공업지구로 연장 운행하였다.

### 요크 지역 성장
토론토의 도시 팽창은 1954년 토론토 통합시 발족으로 그치지 않았다. 1950년대 후반과 60년대 초반, 스틸즈 애비뉴 북쪽으로 영 스트리트를 중심으로 시작해 나중에는 다른 지역으로 개발이 이루어지기 시작했다. 온타리오주 정부는 이에 따라 1960년대 중반에 토론토 통합시 및 지역교통연구를 의뢰해 이 도시 팽창을 어떻게 관리해야 하는 지 조사하였다. 이 보고서 결과에 따라 GO 트랜싯이 설립되어 1967년 5월에 레이크쇼어선의 운행을 시작했지만 주 정부에서 운영하는 광역교통기관의 중요성은 더욱 커져만 갔다. 이 보고서는 또한 1971년 1월 1일에 요크 지방자치구 설립으로 이어졌는데, 요크 카운티를 복층 지방자치체로 바꾸어 요크라는 광역자치단체 산하에 본, 마컴, 킹, 리치먼드힐, 오로라, 뉴마켓이 기초자치단체가 되어 요크 지역의 미래를 맡게 되었다.
그레이 코치, 이후 GO 트랜싯은 1960년대 후반과 1970년대 초반에 토론토시 내외로 출퇴근하는 사람들의 광역 대중교통을 책임지게 되었다. 1972년 1월, GO 트랜싯은 베이뷰 애비뉴를 따라 시내버스를 운행하기 시작하였다. 1977년 11월 27일, 59번 노스영 버스가 토론토 교통국에서 GO 트랜싯으로 이관되었고, 이에 따라 핀치 광역버스터미널에서 출발하던 버스는 뉴마켓까지 연장되었다. 이후 GO 트랜싯은 1978년 5월 1일에 리치먼드힐까지 운행하는 리치먼드힐선 통근열차를 개통하였다. 또한 1982년 9월 7일, GO 트랜싯은 기존에 VIA 철도가 운행을 중단한 배리선과 스토우빌선 열차 운행도 도맡게 되었다.
온타리오주가 요크 지역의 광역 대중교통에 중요한 역할을 수행하면서, 영 스트리트와 스틸즈 애비뉴 근처에 있던 지자체는 독자적으로 시내버스를 운행하기 시작하였다. 온타리오주나 토론토 교통국의 노선처럼 다른 지자체로 이동하는 광역 노선이 아닌, 집에서 근처 학교나 일터, 쇼핑몰 등지로 실어나르는 시내버스를 운행하게 되었다. 뉴마켓과 오로라의 시내버스는 2차 세계대전 이후인 1948년 5월 3일에 얼비 루트벤과 래리 니들러가 뉴마켓 버스 라인(Newmarket Bus Lines)을 설립하면서 시작되었는데, 두 버스가 마을을 30분 간격으로 돌면서 운행하였다. 이는 1958년 7월 1일 로버트 스택하우스가 매입하면서 뉴마켓 타운 버스(Newmarket Town Bus)로 이름을 변경하였다. 뉴마켓 타운 버스는 1967년 9월 20일에 시외버스 회사인 트래블웨이스(Travelways)에 매각되었고, 1970년대 초반에 뉴마켓이 정부 지원을 받아 버스 회사에 운영 지원금을 지원하는 준공영 형태인 뉴마켓 교통(Newmarket Transit)으로 운행하였다.
오로라 또한 로널드 파커슨이 소유한 버스 회사인 오로라 버스 라인(Aurora Bus Lines)이 운행하고 있었다. 이 업체는 1960년대부터 운행하다가 1972년 7월에 지자체에서 직접 운영하게 되었다. 당시 온타리오주 정부는 대중교통 장려를 위해 온타리오주 전역에 걸쳐서 시내 대중교통을 지원하는 정책을 펼치고 있었고, 이에 따라 요크 지역도 대중교통 호황으로 이어졌다.
같은 해, 본시(City of Vaughan)도 본 교통(Vaughan Transit)을 설립해 우드브리지, 메이플, 손힐 지역을 운행하였다. 당시 도시 팽창이 이 지역까지 이어지지는 않았던 지라 이 지역은 세 개 지자체에서 별다른 연계 없이 따로 운행하였고, TTC 버스나 지하철로 갈아탈 수 있었다. 또한 1973년, 마컴도 마컴 교통(Markham Transit)을 설립해 트래블웨이스가 마컴과 준공영 운영 협약을 맺었다. 리치먼드힐도 1976년에 리치먼드힐 교통을 설립하였다.

### TTC 계약 노선
본, 리치먼드힐, 마컴이 별도의 시내버스 기관을 설립하였지만, 여전히 토론토로 향하는 남북축 도로의 버스는 토론토 교통국에 맡겼는데, 이는 시내버스와 TTC 버스 간의 불편한 환승보다는 TTC 버스로 한 번에 토론토 지하철역까지 이어지는 것이 승객들 입장에 있어서는 더욱 편리하였기 때문이다. 이에 따라 1980년 2월 18일, TTC의 105번 윌슨하이츠 버스가 글렌쉴즈로, 같은 해 10월 14일에는 17번 버치마운트 버스가 데니슨으로, 11월 22일에는 7번 배서스트 버스가 아놀드 애비뉴로, 1987년 9월 8일에는 25번 돈밀스 버스가 7번 고속도로까지, 129번 매코원 노스 및 43번 케네디 버스가 16번 애비뉴까지 연장되었으며, 이듬해 4월 18일에는 35번 제인 버스가 랭스태프로 연장되었고, 1988년 11월 26일에는 68번 버스가 14번 애비뉴로, 1989년 2월 5일에는 96번 버스가 롱스태프로, 마침내 1989년 9월 5일에는 128번 브림리 노스 버스가 14번 애비뉴까지 연장되었다.
요크 지역에서 운행하는 TTC 버스는 버스 운영에 따른 적자를 운행하는 지역의 지자체에서 보전해줬기 때문에 해당 지자체의 버스 노선이나 다름 없었다. 요금은 해당 지역 시내버스의 요금과 동일하였고, 해당 지역의 시내버스로도 갈아탈 수 있었다. 승객들이 스틸즈 애비뉴를 지나 토론토시로 향할 때 TTC 요금을 내야 했는데, 이 버스를 탈 때 토론토로 향하는 승객들이 대부분이었기 때문에 통상적으로 승차할 때 해당 지역의 시내버스 요금과 TTC 요금을 같이 지불하였다. 돌아올 때에는 승객들이 하차할 때 해당 지역의 시내버스 요금을 지불하고 앞문으로 하차하였다. 승객들은 다른 시내버스로 갈아타기 위해 환승 표를 요구할 수 있었다.
TTC가 토론토 지하철을 북쪽으로 연장하면서, 요크 지역에서 운행하는 일부 버스도 2호선 블루어-댄포스 대신 토론토 북부 지하철역에 종착하였다. 41번 킬 버스의 요크 지역 구간은 107번 킬 노스 버스로 대체되어 킬역 대신 윌슨역에 종착하였고, 7번 배서스트 버스 또한 요크 지역 구간이 160번 배서스트 노스 버스로 대체되어 윌슨역에 종착하였다. 4호선 셰퍼드가 개통할 때에는 224번 빅토리아파크 노스 버스와 268번 워든 노스 버스가 운행을 개시하였는데, 이후 268번 버스는 저조한 승객 수로 68번 워든 버스에 다시 흡수되었다.
이후 요크 지역의 대중교통 기관이 TTC 계약 노선을 일부 도맡기도 하였는데, 요크 지역으로 가던 25D번 돈밀스 버스는 2010년 5월 7일에 운행을 중단하여 돈밀스역으로 운행하는 요크 지역 교통의 90B번 버스로 대체되었다.

### 통합과 확장
토론토 교외 지역으로 개발이 계속 이루어지면서, 요크 지역은 기존에 어수선하게 흩어진 교외 지역의 모자이크에서 하나의 도시로 점차 통일되었다. 출퇴근 패턴도 달라져 더 많은 통근객들이 토론토로 향하는 대신에 요크 지역의 다른 목적지로 향하는 사람들이 늘어났다. 요크 지역의 7번 도로를 따라 동서축으로 더 나은 대중교통에 대한 수요가 늘어났으며, 이에 따라 기존 요크 카운티 내의 지자체 경계가 더욱 모호해졌다. 1990년대 후반에 들어서서 요크 지역 전체를 담당하는 하나의 대중교통 기관을 발족하고자 하는 목소리가 더욱 높아졌다.
통합의 첫 신호는 1990년 4월, 본 교통과 브램턴 교통이 77번 7번 도로 버스를 핀치역에서 영, 센터, 7번 도로를 따라 브램턴까지 운행하는 버스를 운행 개시하였고, 본과 브램턴 버스로 무료 환승이 가능하였다. 이 버스는 2010년 9월 5일에 브램턴 지역에 요크 대학교로 향하는 새로운 줌 간선급행버스가 운행하면서 운행을 중단하였다.
노스요크와 본, 브램턴을 잇는 버스는 시작에 불과하였다. 1999년 8월 30일, 뉴마켓 교통이 오로라 교통을 통합하여 두 교통기관이 하나로 통합하였다. 이와 동시에, 본, 리치먼드힐, 마컴 교통은 각 교통기관의 환승 표를 인정해주면서 요크 지역 남부는 하나의 대중교통 기관으로 사실상 통일하였다. 이에 따라 요크 지역의 대중교통 기관은 세 개로 줄어들게 되었다. 핀치역에서 영 스트리트를 따라 뉴마켓까지 운행하던 GO 트랜싯 버스는 계속 운행하였고, 요크 지역의 다른 교통기관으로 환승할 수 있었는데, 이는 시작에 불과하였다.
2001년 2월 1일, 마컴 교통, 뉴마켓 교통, 리치먼드힐 교통, 본 교통은 요크 지방자치구의 산하기관인 요크 지역 교통(YRT)으로 통합하였다. 영 스트리트와 베이뷰 애비뉴를 따라 운행하던 GO 버스는 흡수하는 데 시간이 걸렸지만, YRT는 이에 대한 방법이 있었다. 2003년, 영 'C' 버스는 YRT가 맡게 되었고, 이 버스는 핀치역에서 리치먼드힐까지 운행하는 99번 영 사우스 버스와, 리치먼드힐에서 뉴마켓까지 운행하는 영 노스 버스로 나뉘어 운행하였다. GO 트랜싯의 베이뷰 버스는 YRT의 91번 베이뷰 버스로 대체되었다. 뉴마켓 'B' 버스는 요크 지역이 영 스트리트에 비바라는 BRT 체계를 운행하면서 운행 빈도가 줄어들다가 2010년에 YRT에 완전히 흡수되었다. B 버스의 노선 흔적은 YRT의 비바 블루 A에 여전히 남아있는데, 뉴마켓에서 핀치역까지 평일 출퇴근 시간대 리치먼드힐 터미널을 무정차 통과 운행하고 있다.
대중교통을 하위 지자체가 아니라 상위 지방자치구가 맡게 되면서 지자체 간의 버스 운행이 더욱 수월해졌고, 기존에 버스를 운행할 여력이 없던 킹 타운십이나 이스트귈림버리, 조지나에도 버스 운행을 개시하였다.
기관 통합은 각 기관의 운행 기준과 버스 기종, 계약 업체가 서로 달라 쉽지 않은 여정이었다. 뉴마켓 교통 운행 업체로 러들로 교통과 계약하였고, 마컴 교통은 밀러 교통이, 리치먼드힐 교통은 파트너스 위드 교통, 본 교통은 캔아르 코치 서비스와 계약을 체결하였다. 기관 통합에도 불구하고 이 계약과 노사협약은 여전히 유효하였고, 특정 지역이 파업에 들어갈 경우 해당 지역에 대중교통 운행이 그대로 중단되는 셈이었다. 2012년 1월, YRT와 퍼스트버스 캐나다 간의 계약 기간이 만료되면서 파업이 중단되었고, 같은 해 2월 4일에 TOK 교통과 새로 계약하였다.

### 비바 간선급행버스
요크 지역 교통이 설립되면서 요크 지역의 주요 동서 및 남북 축을 빠르게 잇는 대중교통이 필요하였는데, 요크 지역 교통이 설립된 후 몇 년 동안 계획한 뒤, 프랑스의 베올리아(Veolia Environnement) 자회사인 코넥스(Connex)와 협력하여 요크 지역에 간선급행버스체계(BRT)를 건설하기로 하였다. 2005년 9월 4일, 7번 도로와 영 스트리트를 따라 본, 뉴마켓, 마컴을 잇는 4개의 급행 버스가 운행을 시작하였는데, 이는 토론토 지하철 핀치역과 다운즈뷰역, 돈밀스역까지 운행하였다. 요크 지방자치구는 이후 이 간선 도로를 따라 도로 중심부에 버스전용차로를 설치해 비바는 완전한 BRT의 모습을 갖추었다.

## 체계

### 시내버스
요크 지역 교통은 다양한 종류의 시내버스를 운행하는데, 우선 비바(VIVA)는 요크 지역의 주요 간선 도로인 영 스트리트와 7번 도로 등지를 따라 운행하는 간선급행버스체계(BRT)로, 노선 대부분은 도로 중앙에 있는 버스전용도로를 이용하며 버스 요금을 비바스테이션(Vivastation)이라고 불리는 BRT 정류장에서 사전 지불한 다음에 모든 문에서 승차하는 방식이다. 2023년 9월부터 요크 지역 교통은 비바 블루, 비바 퍼플, 비바 오렌지, 비바 옐로우 등 네 개의 BRT 버스 노선을 운행하고 있다. 일반 버스는 요크 지역의 모든 지자체 곳곳을 완행으로 운행하는 버스 노선이고, 대부분 노선은 요크 지역 교통이 운행하지만, 요크 지역과 토론토를 오가는 일부 노선은 요크 지방자치구가 토론토 교통국과 계약하여 운행하고 있다. 이 외에도 평일 출퇴근 시간대에 핀치역과 하이웨이 407역과 같은 토론토 지하철역에서 공업단지까지 급행으로 운행하거나 주말에 본밀스 쇼핑센터와 원더랜드 등지로 운행하는 급행 버스도 운행하고 있으며, 급행 버스는 300번대 번호를 달고 운행한다. 또한 학기 기간에는 일반 시내버스 외에도 요크 지역 등지의 고등학교로 운행하는 400번대 통학 버스도 운행하고 있으며, 방학이나 학교가 휴교하는 경우 운행하지 않는다.

### 온 리퀘스트
온 리퀘스트는 인구 밀도가 저조한 지역에서 정해진 버스 노선을 운행하는 대신 앱이나 홈페이지, 전화로 예약해 해당 지역 내에서 출발지에서 목적지까지 승합차를 통해 이동하는 수요 응답형 교통수단이다. 교통약자들을 상대로 한 모빌리티 온 리퀘스트와 달리 온 리퀘스트는 사전에 등록할 필요 없이 누구나 예약할 수 있으며, 만 65세 이상 노인 승객은 평일 오전 7시부터 오후 2시 45분까지 요크 지역 내 출발지에서 5km 내의 목적지까지 이용할 수 있다. 온 리퀘스트는 YRT 일반 버스와 요금이 동일하다.

### 모빌리티 온 리퀘스트
모빌리티 온 리퀘스트(Mobility On-Request)는 거동이 불편하거나 일반 대중교통을 이용하기 힘든 노약자, 장애인, 기타 교통약자를 위해 출발지에서 목적지 앞까지 데려다주는 보조교통으로, 다른 승객들과 합승해서 사전에 예약한 목적지까지 이동한다. MOR을 이용하려면 사전에 등록해야 하며, 이용 자격이 있는 교통약자 승객은 모빌리티 온 리퀘스트 홈페이지나 전화번호를 통해 보조교통편을 요청할 수 있다. 보조교통을 이용하는 데 동승자가 필요한 경우 동반 1인도 무료로 이용할 수 있으며, YRT에서 무료로 발급하는 동반자 카드가 필요하다.

## 요금
요크 지역 교통은 단일요금제로, 하나의 요금으로 요크 지역의 비바, 일반 및 급행 시내버스, 수요응답형 온 리퀘스트 차량과 교통약자를 위한 모빌리티 온 리퀘스트를 이용할 수 있다. 대중교통 요금은 현금 (캐나다 달러), 신용 및 직불카드, 프레스토 카드, YRT 페이 또는 트랜싯 앱 등 다양한 수단으로 결제할 수 있으며, GO 트랜싯을 포함한 광역 토론토 지역의 다른 교통기관과 무료로 환승할 수 있다.
2024년 7월 1일 기준 YRT 요금은 아래와 같다.
| 지불 수단                          | 어른  | 청소년 | 노인  | 아동  |
| ---------------------------------- | ----- | ------ | ----- | ----- |
| 프레스토 카드, YRT 페이, 트랜싯 앱 | $4    | $3.10  | $2.45 | $2.45 |
| 현금, 신용카드, 직불카드           | $4.40 | $4.40  | $4.40 | $4.40 |
| GO 트랜싯 환승                     | 무료  | 무료   | 무료  | 무료  |

요크 지역 교통은 2024년 1월부터 1개월권을 폐지하였다. 대신 월초부터 일회권 요금을 어른은 40회, 청소년은 39회, 노인과 아동은 28회를 프레스토 카드로 지불한 경우 대중교통을 이용할 때 더이상 요금이 차감되지 않고 무료로 이용할 수 있다.

### 현금
요크 지역 교통의 현금 요금은 캐나다 달러로 4달러 40센트이고, 투입구에 정확한 액수의 동전을 집어넣어야 하고, 이보다 많은 액수를 넣었을 경우 거스름돈을 주지 않는다. 요크 지역 내 YRT, TTC, 브램턴 교통 등 다른 버스로 갈아타기 위해서는 버스 기사로부터 환승 표를 받을 수 있고, 스틸즈 애비뉴 남쪽으로는 토론토 교통국 요금이 필요하다.

### 프레스토 카드
프레스토 카드는 광역 토론토 및 해밀턴 지역은 물론 오타와에서 대중교통을 이용할 때 쓸 수 있는 교통카드이다. 프레스토 카드는 프레스토 카드 홈페이지나 프레스토 앱을 통해 주문할 수 있으며, 쇼퍼스 드러그 마트 지점이나 YRT 요금을 판매하는 대리점에서 구매할 수 있다. 프레스토 카드는 4달러에 구매할 수 있고, 쇼퍼스나 대리점에서 구매하는 경우 최소 5센트, 프레스토 카드 홈페이지나 앱을 통해 주문하는 경우 최소 10달러부터 충전할 수 있다. 프레스토 카드의 잔액을 충전하려면 구매할 때와 마찬가지로 프레스토 카드 홈페이지, 앱, 쇼퍼스 드러그 마트, YRT 요금 대리점에서 충전할 수 있다. 카드 요금을 아동, 청소년, 노인으로 맞추고자 하는 경우에는 쇼퍼스나 YRT 대리점에 직접 방문해야 하며, 해당 카드를 이용하는 경우 YRT 직원이 본인의 나이를 증명할 수 있는 신분증을 요구할 수 있다.

### 프레스토 전자지갑
구글 월렛이나 애플 지갑 등 전자지갑을 스마트폰이나 스마트워치에서 이용하는 경우 프레스토 카드를 들고 다니는 대신 전자지갑에 프레스토 카드를 추가하여 결제할 수 있다. 구글 월렛 또는 애플 지갑 유저는 전자지갑 내에서만 사용이 가능한 별도의 프레스토 카드를 추가하거나, 기존에 가지고 있던 프레스토 카드를 전자지갑 내 카드로 변환할 수 있다. 잔액 충전은 전자지갑 내 또는 프레스토 카드 앱을 통해서도 가능하며, 프레스토 카드와 같이 홈페이지, 쇼퍼스 드러그 마트 및 YRT 요금 대리점에서도 가능하다.

### 신용, 직불카드 및 간편 결제
비자, 마스터카드, 아메리칸 익스프레스 교통카드와 대부분의 인터랙 직불카드는 물론 간편 결제 앱에 추가된 신용 및 직불카드를 통해 YRT 요금을 지불할 수 있으며, 이 경우에는 현금과 동일한 금액이 차감된다. 일반 버스나 온 리퀘스트, 모빌리티 온 리퀘스트를 이용하는 경우에는 승차할 때 차량 내부의 프레스토 단말기에 태그하여 결제할 수 있으며, 비바 버스의 경우에는 비바스테이션 정류장에 비치된 단말기에 태그하면 요금을 지불할 수 있다.

### 트랜싯 앱
요크 지역 교통은 iOS와 안드로이드 스마트폰에서 무료로 다운로드할 수 있는 길찾기 앱인 트랜싯(Transit) 앱에서 어른, 청소년, 아동, 노인용 일회권 티켓을 구매할 수 있도록 협연하고 있다. 요금은 프레스토 카드로 지불했을 때와 동일하며, 일회권을 구매한 뒤 활성화(Activate) 버튼을 눌러 타이머를 작동시켜야 버스 등에서 사용이 가능하다. 이 앱을 통해 YRT의 다른 버스나 요크 지역 내 TTC 버스로 갈아탈 수 있지만, 스틸즈 애비뉴 남쪽으로 TTC 지하철과 버스는 물론, GO 트랜싯으로 무료 환승이 되지 않기 때문에 무료로 환승하려면 프레스토 카드, 신용, 직불카드 및 전자지갑을 이용해야 한다.

### YRT 페이 앱
YRT 페이(YRT Pay)는 요크 지역 교통에서 자체적으로 개발한 요금 지불 앱으로, 트랜싯과 마찬가지로 iOS와 안드로이드 기기에서 무료로 다운로드할 수 있다. 요금은 프레스토 카드로 지불했을 때와 동일하며, 일회권을 구매한 뒤 버스에 타기 직전에 활성화하여 타이머를 작동시켜야 버스에서 사용이 가능하다. 트랜싯 앱과 마찬가지로 이 앱을 통해 YRT의 다른 버스나 요크 지역 내 TTC 버스로 갈아탈 수 있지만, 토론토시 내의 TTC 노선과 GO 트랜싯으로 환승이 되지 않기 때문에 무료로 환승하려면 프레스토 카드, 신용, 직불카드 및 전자지갑을 이용해야 한다.

### 환승 제도
요크 지역에서 YRT 버스를 이용하는 승객은 현금, 프레스토, 신용카드, 직불카드, 간편 결제 및 YRT 페이 또는 트랜싯 앱 내 모바일 티켓을 통해 YRT 요금을 지불해야 한다. YRT는 TTC와의 계약으로 17A, 68B, 102D, 129A, 160번 버스를 요크 지역에서 운행하고 있으며, 스틸즈 애비뉴 북쪽으로는 이 버스도 YRT 요금이 적용된다. 프레스토, 신용카드, 직불카드, 간편 결제를 통해 YRT 요금을 지불한 경우 요금을 지불한 지 두 시간 내에 TTC, 브램턴 교통, GO 트랜싯으로 추가 요금 없이 환승할 수 있으며, GO 트랜싯으로 환승 시에는 GO 트랜싯 요금에서 YRT 요금의 차액이 차감된다.
요크 지역에서 YRT, 브램턴 교통, TTC 버스를 현금으로 승차하는 경우 다음 버스로 갈아타기 위해 환승 표가 필요하다. 프레스토, 신용카드, 직불카드, 간편 결제는 첫 승차 태그에서 2시간 내에 다른 교통편에서 승차 태그를 할 경우에는 자동으로 환승 처리된다. YRT 페이나 트랜싯 앱을 통해 환승하는 경우에는 2시간 타이머 이내에 다음 버스로 갈아타는 한 해당 티켓을 보여주면 환승으로 처리된다.
| 지불 수단                    | YRT 버스                  | TTC 버스 (요크 지역 이내) | TTC 버스 및 지하철 (토론토시) | 브램턴 버스               | GO 트랜싯                                                |
| ---------------------------- | ------------------------- | ------------------------- | ----------------------------- | ------------------------- | -------------------------------------------------------- |
| 현금                         | 환승 표 제시 후 무료 환승 | 환승 표 제시 후 무료 환승 | TTC 요금 별도 부과            | 환승 표 제시 후 무료 환승 | GO 트랜싯 요금 별도 부과                                 |
| 프레스토 카드 및 전자지갑    | 2시간 내 무료 환승        | 2시간 내 무료 환승        | 2시간 내 무료 환승            | 2시간 내 무료 환승        | 2시간 내 환승 시 GO 트랜싯 요금과 YRT 요금의 차액만 지불 |
| 신용카드, 직불카드, 간편결제 | 2시간 내 무료 환승        | 2시간 내 무료 환승        | 2시간 내 무료 환승            | 2시간 내 무료 환승        | 2시간 내 환승 시 GO 트랜싯 요금과 YRT 요금의 차액만 지불 |
| YRT 페이 및 트랜싯 앱        | 2시간 내 무료 환승        | 2시간 내 무료 환승        | TTC 요금 별도 부과            | 2시간 내 무료 환승        | GO 트랜싯 요금 별도 부과                                 |

| 지불 수단                    | YRT 버스                                  | TTC 버스 (요크 지역 이내)                            | TTC 버스 및 지하철 (토론토시) | 브램턴 버스                                                                                         | GO 트랜싯                                                |
| ---------------------------- | ----------------------------------------- | ---------------------------------------------------- | ----------------------------- | --------------------------------------------------------------------------------------------------- | -------------------------------------------------------- |
| 현금                         | 요금 지불 시 발급받은 환승 표로 무료 환승 | YRT 요금 지불 후 받는 3구역 환승 표 제시로 무료 환승 | YRT 요금 부과                 | 환승 표 제시 후 무료 환승                                                                           | YRT 요금 별도 부과                                       |
| 프레스토 카드 및 전자지갑    | 2시간 내 무료 환승                        | 2시간 내 무료 환승                                   | 2시간 내 무료 환승            | 2시간 내 무료 환승                                                                                  | 2시간 내 환승 시 GO 트랜싯 요금과 YRT 요금의 차액만 지불 |
| 신용카드, 직불카드, 간편결제 | 2시간 내 무료 환승                        | 2시간 내 무료 환승                                   | 2시간 내 무료 환승            | 2시간 내 무료 환승                                                                                  | 2시간 내 환승 시 GO 트랜싯 요금과 YRT 요금의 차액만 지불 |
| YRT 페이 및 트랜싯 앱        | 2시간 내 무료 환승                        | 2시간 내 무료 환승                                   | N/A                           | 브램턴: 이용 불가 · 요크 지역 내 501번 버스: 이용 불가 · 요크 지역 내 일반 버스: 2시간 내 무료 환승 | N/A                                                      |
| TTC 프레스토 티켓            | N/A                                       | N/A                                                  | YRT 요금 별도 부과            | N/A                                                                                                 | N/A                                                      |

### 대중교통보조제도
요크 지방자치구는 요크 지역에 살고 있는 18세 이상 64세 이하 성인 중에서 사회적 취약계층을 위해 1회 승차 요금을 50%씩 경감해주는 대중교통보조제도(Transit Assistance Program, TAP)를 실시하고 있다. 이 제도의 혜택을 받을 수 있는 성인은 비상여행을 위한 캐나다-우크라이나 간 상호승인(CUAET)을 통해 요크 지역으로 이주한 우크라이나 국적자, 조지나섬 원주민 보호 구역에 살고 있는 원주민, 캐나다에서 난민 자격을 인정받아 요크 지역에서 거주하는 자, 온타리오주에서 실업수당이나 장애수당을 통해 대중교통 할인을 받고 있지 않은 자, 또는 캐나다 통계청이 정하는 최저소득 기준에 미치지 못하는 저소득자는 대중교통보조제도의 혜택을 받을 수 있다.
대중교통보조제도에 가입하고자 하는 자는 요크 지방자치구의 민원실 번호인 1-877-464-9675, 내선 번호 75581로 평일 오전 8시 30분부터 오후 4시 30분까지 직접 전화해야 한다. 전화할 때에는 필요에 따라 캐나다 국세청으로부터 소득 신고 후 발급받는 2023년 소득산정명세서(NOA), 캐나다 국세청에서 발행하는 캐나다아동수당(CCB) 영수증, 요크 지역 거주를 증명할 수 있는 공과금 영수증이나 운전면허증이 필요하고, 우크라이나인은 CUAET 서류만 필요하며, 조지나섬 원주민은 조지나섬 밴드(원주민보호구역 기관)에서 발행한 편지, 난민의 경우에는 캐나다 이민국에서 발행한 난민 자격 서류가 필요하다. 한국어나 다른 언어로 통역이 필요한 경우 직원에게 요청할 수 있다. 대중교통 할인이 적용되는 프레스토 카드는 집 주소로 배송되며, 매년 민원실에 전화해 갱신해야 하고, 필요에 따라 소득산정명세서와 보유하고 있는 프레스토 카드 번호 17자리가 필요하다.

## 차량

### 시내버스
YRT의 모든 일반 및 간선급행 버스 차량은 다음 정거장을 알려주는 안내방송과 CCTV 카메라가 있고, 버스 앞에는 자전거 거치대가 장착되어 있으며, 차 내부에는 에어컨이 가동되며 휠체어 승객도 이용할 수 있는 저상버스이다.
지금 운행하는 버스 중에서 가장 오래된 버스는 2005-2006년에 반호르에서 도입한 36인승 디젤 버스인 A330 기종으로 기존에 비바 차량으로 쓰인 버스를 일반 버스로 개조하여 운행하고 있다. 2005-2010년에 뉴플라이어에서 도입한 38인승 디젤 버스인 D40LF도 YRT에서 가장 오래된 기종 중 하나이다. 2011년, 뉴플라이어는 D40LF의 차세대 기종인 D40LFR을 내놓았지만 후미등과 후방을 제외하면 거의 동일한 기종이다. 뉴플라이어는 이후 D40LFR을 단종시키고 차세대 디젤 기종인 XD40을 선보여 2014년부터 2022년까지 차례로 도입하였다. 2019년부터 2022년까지 전기버스 기종인 XE40도 일부 도입하였다. YRT는 앞으로도 2029년까지 전기버스를 순차적으로 도입해 버스의 탄소 배출량을 순차적으로 줄일 계획이다.
YRT가 노바버스를 도입하기 시작한 건 2013년에 굴절버스인 LFS 알틱이 도입되었을 때고 더 많은 승객을 수용할 수 있는 이 56인승 버스는 비바 노선에 투입되고 있다. 이 기종은 이후 2016, 2019, 2023년에 추가로 반입되었다. YRT는 노바버스로부터 일반 버스도 주문하였는데, 38인승 LFS 기종은 2015년부터 2016년까지, 전기버스인 LFSe 기종은 2020년에 시범 도입되었다.

### 보조교통
장애인, 노약자 및 교통약자를 위한 보조교통 차량은 두 종류가 있는데, 하나는 쉐보레와 뉴플라이어 계열의 ARBOC에서 제작한 길이 27 피트 (8.2 m)의 프리덤 차량으로 2018년부터 2020년 사이에 순차적으로 도입한 차량이고, 다른 하나는 램과 크리에이티브 캐리지에서 제작한 CS-2 기종이다.

## 거버넌스

### 요크 지방자치구
요크 지역 교통은 우선 온타리오주의 복층 지방자치단체인 요크 지방자치구의 토목과 산하기관으로, 요크 지방자치구 의회는 요크 지역의 하위 지자체인 마컴, 본, 리치먼드힐, 뉴마켓, 오로라, 이스트귈림버리, 조지나, 킹, 휘트처치스토우빌의 시장과 광역의원으로 구성되어있으며, 의장은 22인의 의원 중 한 명을 호선해서 선정한다. 요크 지방자치구 의회는 요크 지역의 대중교통의 주요 방향과 정책, 예산 등을 결정하는 역할을 맡는다. 요크 지역은 5년에 한 번씩 교통기본계획을 수립하여 앞으로 30년 동안 지역에 필요한 교통 기반시설의 건설 및 유지 보수 계획을 수립한다.
요크 지역 교통의 일반 버스와 보조교통 운행 및 유지 보수는 지역별로 버스 업체에 위탁하며 대중교통 운행에 필요한 보조금을 지원해주는 준공영제를 채택하고 있다. 현재 마컴, 리치먼드힐, 본 일부 지역의 시내버스와 비바 노선 전체는 밀러 교통(Miller Transit)이 맡고 있고, 본과 킹, 뉴마켓, 오로라, 이스트귈림버리, 조지나 지역은 TOK 교통(TOK Transit)이 맡고 있다. 모빌리티 온 리퀘스트 보조교통은 세 업체에서 운영하는데, 휠체어 접근 교통(Wheelchair Accessible Transportation, WAT), 이동교통전문가(Mobility Transportation Specialist, MTS), 돌봄보조교통(Care Accessible Transportation)에서 운행하고 있다.
이 외에도 요크 지방자치구에는 요크지역도시교통공사(York Region Rapid Transit Corporation, YRRTC)이라는 공기업이 있는데, 이 기관은 요크 지역의 비바와 같은 간선급행버스체계 뿐만 아니라 토론토 지하철 연장과 같은 도시철도 연장 사업을 논의하는 지역 산하 공기업이 있으며, 한 달에 한 번씩 이사회 회의가 열리며, 이사회 임원은 지방자치구 의회 위원들로 이루어져 있다.

### 예산
2024년 요크 지방자치구의 대중교통 예산은 총 3억 600만 달러로, 이 중에서 2억 1,270만 달러는 지방자치구에서 부과하는 세금과 대중교통 이용 요금을 통해 충당되고, 나머지 9,330만 달러는 주 정부나 연방 정부, 또는 다른 수입원을 통해 충당하고 있다. 대중교통 운행 비용은 2023년 2억 8,950만 달러에서 2026년 3억 3,780만 달러로 매년 늘어나는 추세이고, 지자체에서 부담하는 금액은 2023년 2억 1,590만 달러에서 2024년 2억 1,270만 달러로 줄어들었다가 2026년에는 2억 3,550만 달러로 늘게 된다. 또한 대중교통 인프라 건설 및 주요 시설 유지 보수를 위한 주요 사업 예산도 10개년 주요사업계획에서 13억 6,710만 달러가 투입되는데, 이 중에서 2024년에는 6,540만 달러가 투입된다. 10개년 예산에는 토론토 지하철 1호선 북부 연장 예산도 포함되어 있다.

## 안전 장치
YRT를 이용할 때 안전 상의 문제가 발생할 경우 이용할 수 있는 몇 가지 안전 장치와 제도가 있다. 

### 응급 전화
우선 YRT 고객센터 업무 시간 이내에 문제가 발생했다면 고객센터 전화번호인 1-866-668-3978에 전화해 4번을 눌러 상담원과 연결할 수 있으며, 상담원은 신고 내용을 YRT 전임경찰에게 전달해준다. 고객센터 영업 시간은 평일 오전 7시부터 오후 7시까지이고, 토요일과 일요일, 공휴일에는 오전 8시 30분부터 오후 4시 30분까지이다. 고객센터 영업 시간 외에는 캐나다의 응급 전화번호인 911에 전화하여 긴급상황을 알리면 필요에 따라 경찰, 소방, 구급차가 현장에 도착한다.

### 중간 정차 요청
YRT 버스와 요크 지역 내에서 운행하는 TTC 버스에서는 오후 9시 이후에 버스를 이용할 경우 두 버스 정류장 사이에 원하는 지점에 정차할 수 있다. 두 정류장 사이에 정차를 원하는 승객은 버스 운전사에게 최소 한 정거장 이전에 요청해야 하며, 버스 운전사는 안전하게 정차할 수 있다고 판단하는 경우 정차해줄 수 있고, 이 경우 안전을 위해 앞문으로 하차해야 한다. 이 제도는 버스전용차로를 따라 지정된 정류장에서만 정차하는 비바 버스는 해당되지 않는다.

### CCTV
YRT의 모든 차량과 시설에는 CCTV가 설치되어 있으며, CCTV 영상은 따로 보관되지 않지만 경찰이나 YRT 직원이 사건 수사용으로 요청할 수 있다. CCTV 영상 자료는 전임경찰이 집행부장 지시 하에 획득할 수 있다.

### 검표원 및 전임경찰
토론토 교통국과 마찬가지로 요크 지역 교통에도 대중교통 요금 지불을 확인하고 차량 내부와 YRT 시설 내 안전을 위해 검표원(Fare Media Inspector)과 전임경찰(Special Constable)이 있는데, 검표원은 우선 승객들이 YRT를 이용하는 데 있어서 궁금한 질문에 대답하고, 정당한 요금을 지불했는지 확인하고, YRT 시설을 순회하며, YRT 시설 내에서 모든 요크 지역 조례를 집행할 수 있는 권한이 있고, 이를 어길 경우 과태료나 법원 출두 명령을 내릴 수 있다. 전임경찰 또한 검표원과 같은 권한을 가지지만, 요크 지역의 조례 뿐만 아니라 캐나다 형법과 YRT 시설 내에 적용되는 관련 연방 법을 집행할 수 있는 권한이 있다.
YRT 내에 적용되는 조례의 예를 들면 YRT 차량에 무임승차, 부정승차, 위조된 수단으로 승차하거나, 위험한 물건을 가지고 승차하거나, 전단지를 돌리거나, 쓰레기통이 아닌 곳에 오물을 투척하거나, YRT 기물을 파손하거나, 소란을 피우거나, 차량 및 시설 내에서 노상방뇨, 흡연, 음주를 하는 경우 125달러의 과태료가 부과되며, YRT 차량 및 시설 내에서 옷이나 신발을 신지 않는 경우, 스케이트보드나 롤러스케이트 등을 타는 경우, 좌석에 발을 올리는 경우, 버스전용차로에서 차량을 운전하거나 도로를 막는 경우에도 125달러가 부과된다.

## 미래 계획
요크 지방자치구는 요크 지역의 교통총계획을 토대로 2021-2025년 YRT 5개년 사업계획을 수립하여 요크 지역의 미래 대중교통 계획을 세우는데, 사업계획에 포함된 7개의 항목은 -노선 개편 -요금 및 서비스 통합 -배차 간격 개선 -급행 노선 신설 및 개선 -모빌리티 온 리퀘스트 -GO 트랜싯과의 연계 개선 -도시철도 및 BRT 연장 등이다.
- 노선 개편: YRT는 다양한 종류와 다양한 인구 밀도의 지역을 운행하고 있는 만큼 노선을 보다 이해하기 쉽게 개편하는 작업을 하고 있고, 기존의 구불구불한 노선보다는 일직선으로 원하는 목적지까지 더 빠르게 갈 수 있는 노선을 지향하면서 버스 노선도를 새로 짤 예정이다.
- 배차 간격 개선: 요크 지역 교통은 우선 주요 간선 노선을 주 6일 오전 6시부터 오후 10시까지 최대 15분 간격으로 운행하는 것을 목표로 이 주요 노선들을 빈번한 교통망(Frequent Transit Network)으로 지정하였고, 이 간선 노선의 배차를 점차적으로 늘리고 있다.
- 요금 및 서비스 통합: 요크 지역과 인근 지자체에서는 연간 100만 회가 넘는 대중교통 환승이 이루어지고 있고, 이 중 대부분은 요크 지역과 토론토를 오가는 편이다. 현재 YRT는 TTC와 협의하여 기존에 따로 내야 했던 요금을 단일화하고자 하는 노력을 기울이고 있으며, 2023년 2월 26일부터는 프레스토, 신용카드 및 직불카드로 요금을 결제하는 승객들은 YRT와 TTC 간의 무료 환승을 할 수 있고 요금도 출발 지점에서 한 번만 내면 된다.[87]
- 급행 노선 신설 및 개선: YRT는 현재 6개의 급행버스 노선을 운행하고 있으며, 주로 주거 지역과 산업단지, 대중교통 환승센터 등을 고속도로와 버스전용차로를 통해 빠르게 잇는 노선이다. YRT는 기존 노선 외에도 -클라인버그 / 나파밸리 급행 -27번 / 50번 도로 급행 -제인 급행 -마운트조이 급행 -메이플 노스 급행 -벨로어 급행 등 여섯 개의 급행 노선을 신설할 계획에 있다.
- 모빌리티 온 리퀘스트: MOR은 요크 지역 내 인구밀도가 적은 곳에 대중교통을 보다 수월하게 운행할 수 있는 수요응답형 대중교통으로, 지역에 따라 특정 정류장 사이를 운행하거나, 아니면 원하는 주소까지 운행하는 서비스이다. 수요응답형 대중교통 운행 비용은 버스를 운행하는 것보다 적게 들어갈 수 있지만 일인당 운행 비용은 버스보다 더 들어갈 수 있는 관계로 적절한 곳에 적시에 배치하는 것을 목표로 하고 있다.
- GO 트랜싯과의 연계 개선: 메트로링스는 기존에 운행하고 있는 GO 트랜싯의 배리, 스토우빌, 리치먼드힐선 선로를 개량하여 더 많은 열차를 운행하는 GO 확장(GO Expansion) 공사를 진행하고 있으며 이에 따라 GO 트랜싯과 YRT 간의 환승이 더욱 중요해질 것으로 판단되고 YRT는 GO 트랜싯의 통근열차 역과 버스 터미널로 연계되는 버스를 더욱 자주 운행한다는 계획이다.
- 도시철도 및 BRT 연장: 요크 지역은 앞으로 토론토 지하철 1호선 영-유니버시티의 영 스트리트 북부 연장을 앞두고 있고, 407번 고속도로를 따라 간선급행버스체계(BRT)를 운행하는 방안도 환경영향평가를 통과하였다.

## 참고 문헌
- Bow, James (2020년 12월 8일). “A Brief History of Public Transit in York Region” [요크 지역 대중교통에 대한 간략한 역사]. 《Transit Toronto》 (영어). 토론토. 2024년 7월 20일에 확인함.
- 요크 지방자치구 (2023년 12월 21일). “2024-2026 Budget” [2024-2026년 예산안]. 《Regional Municipality of York》 (영어). 리치먼드힐. 2024년 7월 26일에 확인함.

## 같이 보기
- 토론토 교통국